# Lijst van voetbalinterlands Armenië - Libanon
Deze lijst van voetbalinterlands is een overzicht van alle officiële voetbalwedstrijden tussen de nationale teams van Armenië en Libanon. De landen speelden tot op heden een keer tegen elkaar. Dat was een vriendschappelijk duel op 18 augustus 1998 in Abovyan.

## Wedstrijden
| № | Plaats  | Datum            | Competitie        | Wedstrijd         | Uitslag |
| - | ------- | ---------------- | ----------------- | ----------------- | ------- |
| 1 | Abovyan | 18 augustus 1998 | Vriendschappelijk | Armenië – Libanon | 1 – 0   |

## Samenvatting
| Competitie        | Totaal gespeeld | Winst Armenië | Gelijk | Winst Libanon | Doelsaldo Armenië – Libanon |
| ----------------- | --------------- | ------------- | ------ | ------------- | --------------------------- |
| Vriendschappelijk | 1               | 1             | 0      | 0             | 1 − 0                       |
| Totaal            | 1               | 1             | 0      | 0             | 1 − 0                       |

Wedstrijden bepaald door strafschoppen worden, in lijn met de FIFA, als een gelijkspel gerekend.